# Los Rosales, Delstaten Mexiko
Los Rosales är en ort i Mexiko.   Den ligger i kommunen Zinacantepec och delstaten Mexiko, i den sydöstra delen av landet, 60 km väster om huvudstaden Mexico City. Los Rosales ligger 2 750 meter över havet och antalet invånare är 547.
Terrängen runt Los Rosales är kuperad söderut, men norrut är den platt. Runt Los Rosales är det mycket tätbefolkat, med 2 103 invånare per kvadratkilometer. Närmaste större samhälle är Toluca, 6,4 km öster om Los Rosales. Runt Los Rosales är det i huvudsak tätbebyggt.